# 263 ق م
263 ق م أو 263 قبل الميلاد هي سنة من العقد 26 ق م في التقويم اليولياني البروليبتي (التقويم الميلادي). تسبقها سنة 264 ق م وتليها سنة 262 ق م.

## أحداث
- الرومان يدخلون حدرانوم.[5]
- الكسندر الثاني ملك إبيروس يهاجم ويحتل الجزء كبير من مقدونيا ثم يطرد من قبل ديميتريوس الثاني وجوناتاس من مقدونيا.[6]
- الأثينيون والإسبرطيون يعقدون معاهدة سلم مع أنتيجونوس الثاني المقدوني الذي يحتفظ بقبضته على جنوب اليونان.[7]
- يومينس الأول يخلف عمه فيليرتوس على عرش بيرغامون.[8]

## مواليد
- أنتسغونوس ثالث، ملك مقدونيا.[9]

## وفيات
- زينون الرواقي
- فيليرتوس، مؤسس حكم الأسرة الأتالية.[10]

## كتب
- Yves Denis Papin (1998). Chronologie de l'histoire ancienne. Lieu de publication non identifié: Éditions Jean-paul Gisserot. ISBN:2-87747-346-5. OCLC:40746926. مؤرشف من الأصل في 2022-03-16.
- أحمد محمد عوف (2000)، موسوعة حضارة العالم، QID:Q12246226

## وصلات خارجية
- صفحة السنة على موقع onthisday.com
- سنة 263 ق م على موقع المكتبة الوطنية الفرنسية